# Petróleos Mexicanos
Petróleos Mexicanos oftewel PEMEX is de staatsoliemaatschappij van Mexico. Het heeft in Mexico een monopolie op de winning, verwerking en verkoop van aardolie en aardgas. In de periode 2011 tot en met 2015 was PEMEX verantwoordelijk voor een derde van de overheidsinkomsten.

## Activiteiten
Mexico was 's werelds tiende producent van aardolie in 2017. Het wordt voornamelijk gewonnen in de deelstaten Veracruz, Tabasco, Chiapas en Campeche en onder de Golf van Mexico. De productie daalt al enige jaren en kwam in 2020 uit op 2,4 miljoen vaten olie-equivalent per dag. Hiervan is twee derde olie en de rest aardgas. Bijna 80% van de olie wordt in offshore velden gewonnen en het meeste gas komt vrij bij de winning van olie.
PEMEX verwerkt minder dan de helft van de ruwe olie in de raffinaderijen en hiervan wordt weer een deel verder verwerkt tot petrochemische producten. De zes raffinaderijen draaien ver beneden de capaciteit en Mexico moet jaarlijks grote hoeveelheden olieproducten importeren om in de binnenlandse vraag te voorzien. In december 2018 werden plannen bekend gemaakt om de zes bestaande raffinaderijen op te knappen en de capaciteit te verhogen naar 1,5 miljoen vaten per dag. Verder komt er een nieuwe zevende raffinaderij in Dos Bocas, Tabasco. Deze krijgt een capaciteit van 340.000 vaten olie per dag. De olieproducten worden, onder andere, verkocht via een eigen netwerk van 7500 benzinestations.
PEMEX behaalde in 2020 zo'n 60% van de omzet in eigen land, voornamelijk door de verkoop van petroleumproducten. De buitenlandse omzet wordt vooral behaald met de export van ruwe aardolie. 
PEMEX valt onder het ministerie van Energie. De huidige directeur-generaal, verantwoordelijk voor het dagelijks bestuur, is Octavio Romero Oropeza. Met 123.000 werknemers in 2019 is het een van Mexico's grootste werkgevers.

### Resultaten
Naast de dalende productie staan ook de financiële resultaten van PEMEX al jaren onder zware druk. Het bedrijf is door de regering gebruikt als bron van inkomsten voor de staatskas en de bedrijfsleiding was ineffectief. Zelfs in de periode 2011 tot en met 2014, toen de olieprijs gemiddeld boven de US$ 100 per vat lag, leed Pemex in drie van de vier jaren verlies. In 2018 was het resultaat vóór belastingen US$ 15,3 miljard, maar na belastingen resulteerde een verlies van US$ 7,6 miljard.
PEMEX had per jaareinde 2018 een negatief eigen vermogen van US$ 72 miljard en een totale schuldenlast van US$ 106 miljard en was daarmee in feite failliet. Ongeveer 80% van de schulden luiden in Amerikaanse dollars en grote veranderingen in de wisselkoers hebben een grote impact op de nettoresultaten van PEMEX. Kort na de beëdiging van president Andrés Manuel López Obrador werd medio december 2018 een plan voorgelegd om de financiële situatie van PEMEX te verbeteren. Het krijgt een kapitaalinjectie, een deel van de pensioenverplichtingen worden overgenomen en het bedrijf gaat minder belasting betalen. Verder wordt de corruptie aangepakt en wordt meer aandacht besteed om de diefstal van olieproducten tegen te gaan. Deze maatregelen hebben niet geholpen, eind 2020 waren de schulden gestegen naar US$ 113 miljard en is het eigen vermogen verder gedaald naar US$ 122 miljard negatief.
| Jaar | Omzet | Netto- resultaat | Productie (x1000 BOE/dag) | Bewezen reserves (miljoen BOE) | Werknemers (x 1000) |
| ---- | ----- | ---------------- | ------------------------- | ------------------------------ | ------------------- |
| 2000 | 468   | -19,7            | 3930                      | 25.070                         | 133                 |
| 2005 | 929   | -76,3            | 4395                      | 17.650                         | 139                 |
| 2010 | 1282  | -46,5            | 3793                      | 13.991                         | 147                 |
| 2011 | 1558  | -106,9           | 3722                      | 13.796                         | 151                 |
| 2012 | 1647  | -274,2           | 3697                      | 13.810                         | 151                 |
| 2013 | 1608  | 84,2             | 3653                      | 13.868                         | 155                 |
| 2014 | 1587  | -530,9           | 3538                      | 13.438                         | 153                 |
| 2015 | 1166  | -432,5           | 3321                      | 13.017                         | 138                 |
| 2016 | 1080  | -191,0           | 3041                      | 9632                           | 127                 |
| 2017 | 1397  | -281,0           | 2738                      | 8562                           | 125                 |
| 2018 | 1680  | -149,0           | 2547                      | 7695                           | 125                 |
| 2019 | 1403  | -346,1           | 2405                      | 7010                           | 123                 |
| 2020 | 954   | -481,0           | 2396                      | 7042                           | -                   |

## Huidige situatie

### Groei na vondst Canterellveld

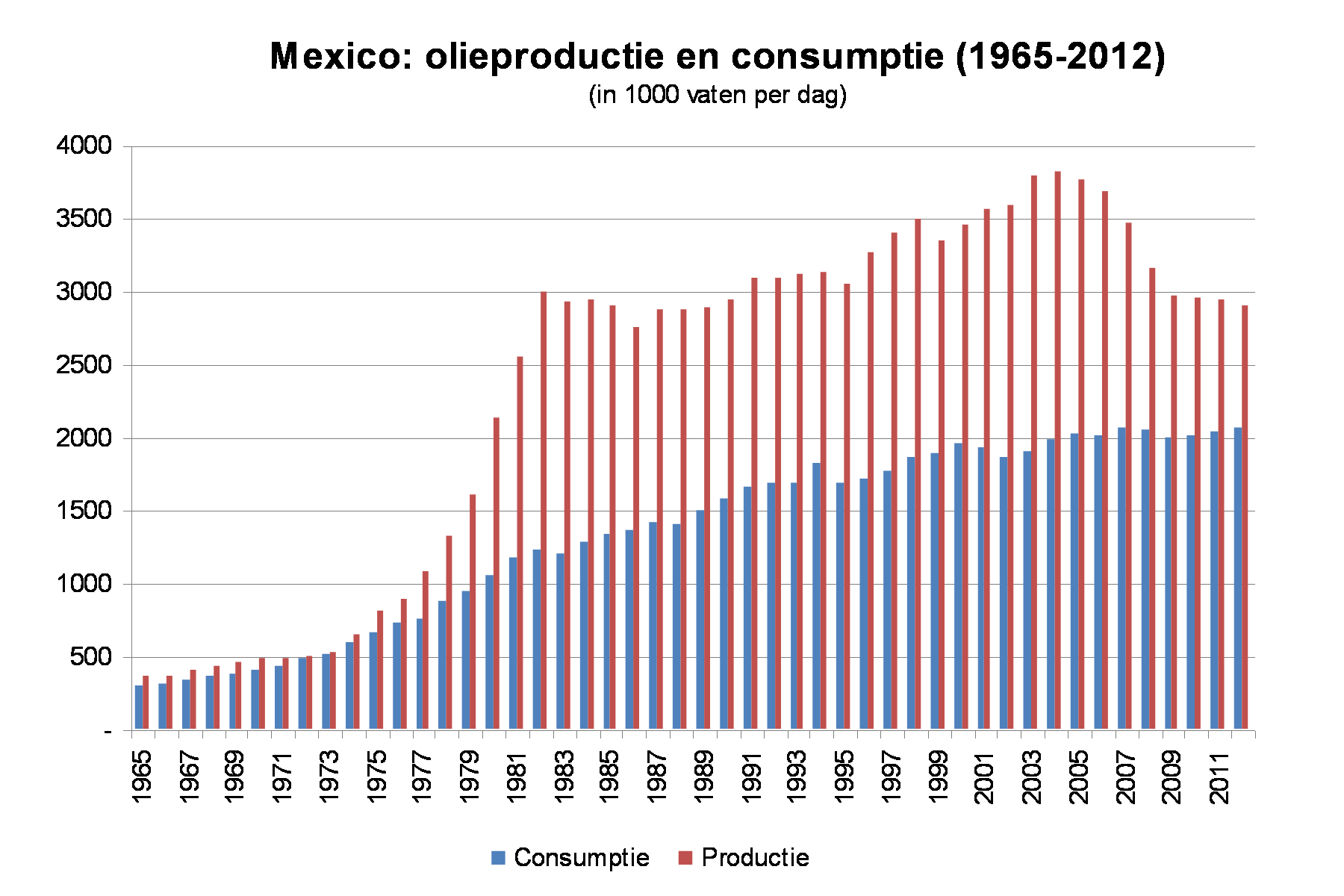
Mexicaanse olieproductie en consumptie (1965-2012)

PEMEX produceerde in de jaren 1960-1980 gemiddeld zo’n 600.000 vaten olie per dag. Aan het eind van de jaren zeventig trad een lichte stijging op. In 1976 werd na aanwijzingen van een visser in de Golf van Campeche het Cantarellveld ontdekt, dat een van de grootste ter wereld bleek te zijn, en ook in Tabasco werden nieuwe oliereserves aangeboord. In de jaren zeventig klom Mexico op tot een van de grootste olieproducenten ter wereld, en PEMEX kon in Tabasco zelfs een stad laten aanleggen, Ciudad Pemex. Met de vondst en het in productie nemen van, onder andere, het Canterellveld trad een periode van hoge groei aan; tussen 1974 tot 1982 verzesvoudigde de olieproductie en stabiliseerde op dit hoge niveau. Tussen 1981 en 2007 lag de gemiddelde olieproductie op 2,8 miljoen vaten per dag. Desalniettemin ging door verkwistend overheidsbeleid veel van de olieopbrengsten verloren.

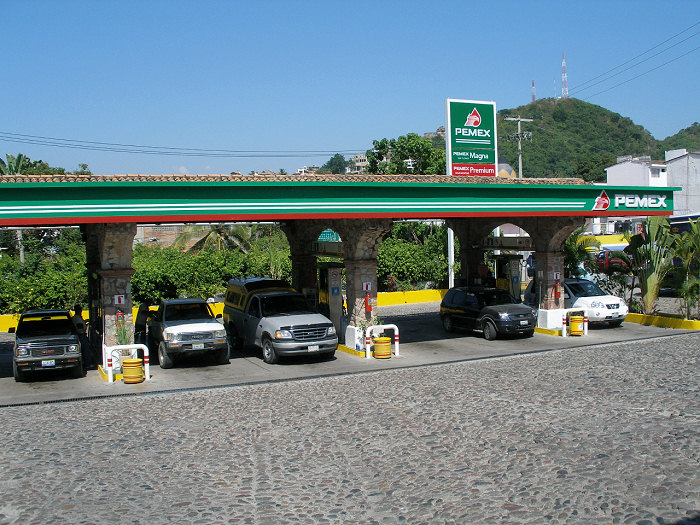
Een tankstation van PEMEX in Puerto Vallarta.

De opbrengst van Cantarell, een van de productiefste olievelden ter wereld, bereikte een hoogtepunt in 2004. Daar Mexico al enige tijd voorbij het punt van de piekolie is, lijkt het erop dat de productie van PEMEX alleen nog maar verder zal afnemen. Economen sporen PEMEX dan ook aan te investeren in nieuwe winningstechnologieën en over te gaan tot de exploitatie van nieuwe olievelden. Op het Ku-Maloob-Zaapveld, dat dicht bij Cantarell ligt, legt PEMEX nieuwe winningsinstallaties aan, het bedrijf heeft ook plannen over te gaan tot het exploiteren van het moeilijk exploiteerbare Chicontepecveld.

### Chiquilitros
PEMEX haalt in Mexico regelmatig het nieuws wegens fraude bij tankstations. Een bekende vorm van fraude is het 'dopen' van benzine, aanlengen van benzine met water. Er zijn gevallen bekend van auto's die hierdoor geruïneerd zijn. Een andere praktijk die wel voorkomt is het verkeerd afstellen van meters bij benzinepompen, zodat 900 milliliter als liter verkocht wordt, men spreekt wel gekscherend van chiquilitros (miniliters). De directie van PEMEX heeft verklaard stappen te zullen zetten tegen dergelijke oplichterijen.

### Quesqui olieveld
In 2019 ontdekte PEMEX in het zuidenoosten van het land een groot olieveld, het is de grootste ontdekking van de afgelopen 30 jaar. Het Quesqui veld in Tabasco bevat in potentie zo'n 500 miljoen vaten olie. Het veld komt in 2020 in productie en voor 2021 wordt een productie verwacht van 110.000 vaten olie per dag en 410 miljoen kubieke voet aardgas.

## Regulering

### Nationalisering
Ten tijde van de Azteken werd er in Mexico al teer en asfalt gewonnen. De olieproductie begon in 1876 nabij Tampico. Volgens de grondwet van 1917 werden alle bodemschatten staatseigendom. In 1938 ontstond er een conflict tussen Mexicaanse arbeiders in de olie-industrie en de bedrijven die de olie exploiteerden, waarvan de meesten Amerikaans, Brits en Nederlands waren. Het hooggerechtshof stelde de arbeiders in het gelijk, maar de bedrijven weigerden hieraan gehoor te geven. President Lázaro Cárdenas del Río besloot hierop de olie-industrie te nationaliseren. Amerikaanse bedrijven waren woedend en eisten $200 miljoen schadevergoeding, terwijl Mexico maar US$ 10 miljoen bood. De Amerikaanse president Franklin Roosevelt voelde echter niets voor ruzie met Mexico, en sloot een compromis met Cárdenas. Er werd besloten dat Mexico US$ 24 miljoen zou betalen. Een groot deel van de Mexicaanse bevolking, die de nationalisering als een enorme overwinning beschouwde, leverde vrijwillig geld of goederen in om de schadevergoeding te bekostigen. De Britse regering was niet tevreden en verbrak de diplomatieke betrekkingen met Mexico, die pas in 1942 hersteld werden.

### Openen Mexicaanse oliemarkt
Zo nu en dan wordt er weleens door een liberale of rechtse politicus geopperd dat PEMEX geprivatiseerd zou moeten worden, een mening die telkens weer op bijzonder veel weerstand stuit. Behalve om historische en nationalistische redenen, zou dat, daar het overheidsbudget voor 40% afhankelijk is van PEMEX, de Mexicaanse overheid direct in grote financiële problemen brengen. PEMEX heeft een omzet van zo'n US$ 70 miljard, maar heeft moeite het hoofd boven water te houden. Doordat de Mexicaanse overheid PEMEX gebruikt als melkkoe heeft het een schuld van bijna US$ 200 miljard, wat bovendien tot gevolg heeft dat er nauwelijks geld overblijft om te investeren in nieuwe winningstechnologieën en raffinage. Terwijl ruwe olie wordt geëxporteerd, importeert Mexico dure benzine.
In april 2008 stelden president Felipe Calderón en minister Georgina Kessel aan het Congres van de Unie een hervormingsplan voor waarmee het PEMEX onafhankelijker wordt van de federale regering en het toegestaan zou worden samen te werken met private ondernemingen. Verder zouden Mexicanen obligaties kunnen kopen in PEMEX. De president benadrukte dat de hervormingen geen privatisering inhield, en dat het uiteindelijke eigendom van de Mexicaanse olie aan de Mexicaanse natie zou blijven toebehoren. Nadat afgevaardigden van de oppositie het Congres twee weken bezet hielden, betogende dat de hervorming een schending van de grondwet inhoudt, is besloten eerst een nationaal debat te organiseren, en het uiteindelijke besluit uit te stellen tot na het zomerreces. In oktober werd met steun van alle grote partijen een afgeslankte versie van de hervorming aangenomen.
In augustus 2013 heeft de Mexicaanse regering van Enrique Peña Nieto opnieuw voorstellen gedaan om de grondwet aan te passen om buitenlandse bedrijven meer mogelijkheden te geven op de olie- en gasmarkt. In het voorstel wordt het monopolie van PEMEX gebroken, maar het bedrijf zal niet worden geprivatiseerd. De Mexicaanse olieproductie is de afgelopen 10 jaar met ongeveer een kwart gedaald tot minder dan 2,6 miljoen vaten per dag, waardoor ook de inkomsten voor de Mexicaanse overheid dalen. De voorstellen moet investeringen in de olieproductie aanjagen door buitenlandse bedrijven de mogelijkheid te geven mee te delen in de winst op Mexicaanse olie. Dit betekent overigens niet dat zij de olie bij hun reserves mogen optellen. Olieconcerns als ExxonMobil en Royal Dutch Shell hebben al interesse getoond. Nieto sprak de verwachting uit dat dagelijkse olieproductie zal stijgen tot 3 miljoen vaten in 2018 en 3,5 miljoen vaten per dag in 2025 mits zijn voorstel wordt aangenomen. In augustus 2014 werd het wetsvoorstel aangenomen.

## Ongelukken

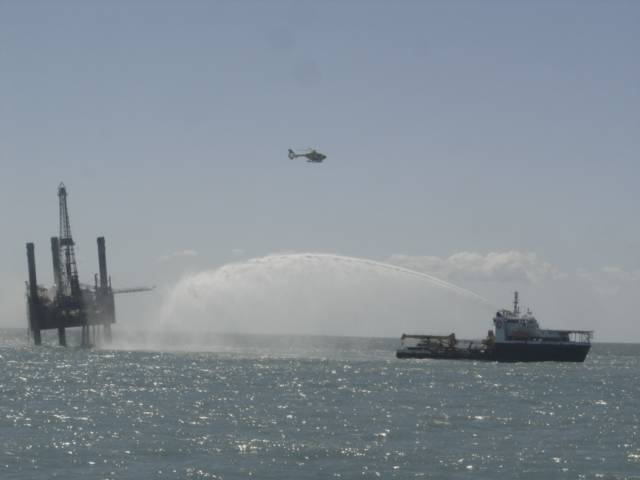
Pozo Kab-121 wordt geblust

Op 3 juni 1979 stortte PEMEX' boorplatform Ixtoc I door een defect in elkaar en werd er olie in de Golf van Mexico gelekt. Op 23 maart 1980 was het lek hersteld. Het lek had voor het grootste olielek uit de geschiedenis gezorgd. Vooral de stranden van Texas werden bedekt onder een laag smurrie. De Mexicaanse regering weigerde mee te betalen aan de kosten van het opruimen, ondanks verzoeken van de Verenigde Staten.
Op 19 november 1984 zorgden een aantal explosies in een PEMEX-opslagplaats in San Juan Ixhuatepec in Mexico-Stad voor een grote brand waarbij 500 mensen om het leven kwamen. In 2004 kwam PEMEX herhaaldelijk in het nieuws wegens lekkende pijpleidingen in de staat Veracruz. In 2007 botste een tanker tegen het platform Pozo Kab-121 waarbij 23 mensen om het leven kwamen.
In 2007 pleegde het extreemlinkse Revolutionair Volksleger (EPR) in meerdere staten aanslagen op pijpleidingen van PEMEX.
Op 19 september 2012 was er een grote explosie bij een gasinstallatie van PEMEX in de buurt van de stad Reynosa in de noordoostelijke deelstaat Tamaulipas. Hierbij kwamen 26 mensen om het leven en raakten circa 50 personen gewond.